# Partit Nacionalsocialista Hongarès
El Partit Nacionalsocialista Hongarès (en hongarès: Magyar Nemzeti Szocialista Párt) va ser un epítet polític adoptat per un nombre de partits nazis menors d'Hongria abans de la Segona Guerra Mundial.

## Grups nacionals socialistes primerencs
El nazisme va tenir un fort impacte polític a Hongria i com a conseqüència es van fundar "moviments clònics" al país durant el període d'entreguerres. L'inicial PNSH es va organitzar a la dècada de 1920, però no va tenir cap influència. Però es va formar el partit nazi a Hongria a la dècada de 1930.
Un segon grup, el Partit Nacional Socialista del Treball, va ser fundat per Zoltán Böszörmény l'any 1931. Era un partit molt petit, però va ser el primer moviment feixista d'Hongria que va reclamar la terra i la reforma social pels camperols. Molts moviments feixistes van seguir aquest exemple i van guanyar el suport rural. També era un partit antisemita.

Els camises verdes estaven entre els grups que utilitzaven la Creu Fletxada.

Els Partit Nacional Socialista Hongarès dels Camperols i Obrers es va formar el 1933 sota Zoltán Meskó. Els seus seguidors van rebre el nom de Camises verdes.
Al mateix temps, Sándor Graf Festetics, va formar el Partit Nacional Socialista Hongarès del Poble (PNSHP). Un grup rival nazi va ser comandat pel Comte Fidél Pálffy (el qual més tard va ser considerat per la SS com un candidat a la presidència d'Hongria). Aquest grup va adoptar l'esvàstica com emblema i el programa del Partit Nacional Socialista alemany com a document polític. Va ser prohibit aviat pel govern hongarès, però va continuar les seves activitats.

## Intents d'unitat
El 1934 tres d'aquests partits nazis van fer una aliança. Balogh i Festetics van ser elegits al parlament de 1935.
Els altres dos partits van formar partits nacionalsocialistes a Hongria el 1935.

## La rebel·lió de la Creu Escita
El moviment nazi de la Creu Escita va romandre independent. El grup era antisemita i anticomunista i va esdevenir un perill potencial pel govern de Miklós Horthy. Tenien el suport dels treballadors estacionals pobres.
La Creu Escita va desenvolupar una estructura de milícia i van optar per la insurgència i una rebel·lió (que va fracassar) el maig de 1936. Böszörmény es va haver d'exiliar a Alemanya.

## Unitat sota Szálasi
El grup de la Creu Fletxada va esdevenir el centre de la unitat.

## Experiència en temps de guerra
La Creu Fletxada va estar prohibida quan la guerra va esclatar i per a Szalasi va ser difícil mantenir la unitat. Palffy s'uní a László Baky per rellançar el seu partit nazi que va obtenir 15 diputats el 1940 El Partit Nacional Socialista Hongarès Renovat va obtenir 33 diputats. Amb el suport dels alemanys van fundar el periòdic Magyarság, aquest partit va ser dels pocs partits permesos després de la invasió alemanya d'Hongria i va tenir un paper menor en el govern de Szálasi. El Partit Nacional Socialista Hongarès Renovat es va fusionar oficialment amb la Creu Fletxada el 1944.
Cap dels partits nazis hongaresos va sobreviure a la Segona Guerra Mundial.

## Resultats electorals

### Assemblea Nacional
| Any  | Vots   | Vots | Escons  | Escons | Pos. | Govern            |
| Any  | #      | %    | #       | +/−    | Pos. | Govern            |
| ---- | ------ | ---- | ------- | ------ | ---- | ----------------- |
| 1926 | 1,118  | 0.1% | 0 / 260 | Nou    | 11è  | Extraparlamentari |
| 1935 | 57,544 | 3.9% | 2 / 260 | 2      | 5è   | Oposició          |
| 1939 | 10,872 | 0.7% | 0 / 260 | 2      | 14è  | Extraparlamentari |